# Жуковский, Борис Елисеевич
Борис Елисеевич Жуко́вский (14 [27] мая 1900, Санкт-Петербург — 30 мая 1963, Ленинград) — советский актёр театра и кино, педагог. Народный артист РСФСР (1955). Лауреат двух Сталинских премий второй степени (1947, 1951).

## Признание и награды
- заслуженный артист РСФСР (1939)
- народный артист РСФСР (13 июля 1955)[1]
- Сталинская премия второй степени (1947) — за исполнение роли генерала Кривенко в спектакле «Победители» Б. Ф. Чирскова
- Сталинская премия второй степени (1951) — за исполнение роли в спектакле «Незабываемый 1919-й» В. В. Вишневского
- орден Трудового Красного Знамени (14 апреля 1944)
- орден «Знак Почёта» (1 февраля 1939)
- медали

Похоронен на Серафимовском кладбище в Петербурге.

## Творчество

### Роли в театре

#### Ленинградский театр драмы имени А. С. Пушкина
- 1927 — «Бронепоезд 14-69» Вс. В. Иванова. Режиссёр: Н. В. Петров — Пеклеванов[2]
- 1945 — «Памятные встречи» А. М. Утевского — Третьяков
- 1946 — «Победители» Б. Ф. Чирскова — Кривенко, командующий 21 армии
- 1950 — «Незабываемый 1919-й» В. В. Вишневского —
- 1956 — «Игрок» по роману Ф. М. Достоевского —

### Фильмография
- 1936 — Искатели счастья — отец Корнея
- 1938 — Выборгская сторона — Адвокат погромщиков
- 1938 — Враги
- 1939 — Великий гражданин — лесник Иван Герасимович
- 1940 — Шестьдесят дней — директор института
- 1941 — Отец и сын
- 1941 — Валерий Чкалов — командир Алешин
- 1942 — Оборона Царицына — Ходок
- 1943 — Фронт — Горлов Иван
- 1944 — Иван Грозный — боярин Андрей Шуйский
- 1948 — Драгоценные зёрна — Королев Константин Федотович, председатель Большеозерского райисполкома
- 1958 — Капитан первого ранга — Вислоухов, контр-адмирал